# Grb Socijalističke Republike Crne Gore
Grb Socijalističke Republike Crne Gore je ustanovljen 31. prosinca 1946. kao državni grb Narodne Republike Crne Gore – jedan je u nizu državnih grbova Crne Gore.
Temeljem Ustava Narodne Republike Crne Gore, nositeljica državnoga grba bila je, od ustanovljenja do 10. travnja 1963., NR Crna Gora. Od proglašenja prvoga Ustava SR Crne Gore do promjene naziva (2. kolovoza 1991. u Republika Crna Gora) bio je to grb SR Crne Gore. Do 6. siječnja 1994. socijalistički je grb vrijedio kao grb Republike Crne Gore (tada u sastavu međunarodno nepriznate Savezne Republike Jugoslavije).
Ustavom od 10. travnja 1963. izmijenjen je članak 4. Ustava NR Crne Gore, koji postaje člankom 7. Ustava SR Crne Gore, a mijenja se i službeni naziv grba (gubi se pridjevak državni). Od 1963. službeni opis grba i dalje spominje Lovćen, ali bez kapelice Petra II. Petrovića Njegoša, arhiepiskopa i mitropolita crnogorskoga i svjetovnoga suverena Crne Gore.
Slikovni prikaz i dalje je prikazivao jedan od vrhova Lovćena, s kapelicom Petra II. Petrovića Njegoša. SR Crna Gora je u tom trenutku jedina promijenila svoj grb, iako je grb u sjedištu Savezne skupštine ostao isti onomu od 11. srpnja 1967.
Prvi grb Crne Gore za vrijeme Druge Jugoslavije izradio je cetinjski umjetnik Milan Božović još 1945. za Federalnu Državu Crnu Goru. Njegov rad izmijenio je Milo Milunović – također s Cetinja – 1946. za potrebe prvoga Ustava NR Crne Gore. Pojedini autori smatraju da se sa svakom ustavnom promjenom mijenjao oblik crvene petokrake zvijezde, 1946. u oblik koji je prevladavao tijekom Drugoga svjetskog rata u Jugoslaviji, 1963. u oblik pravilne obrubljene petokrake zvijezde i 1974. u oblik pravilne ne obrubljene petokrake zvijezde.

## Opis grba SR Crne Gore
Grb je načinjen od lovorovog vijenca, planine Lovćen u glavnomu polju, te nekoliko valovitih crta iza planine koje su označavale Jadransko more. Pojedini grboslovci rabili su plavu boju za oslikavanje Lovćena, ali je siva boja – kao prirodna – prevladala u većini enciklopedija. Lovorov vijenac je povezan crnogorskom zastavom.
U Ustavu SR Crne Gore proglašenom u Narodnoj skupštini Narodne Republike Crne Gore, 10. travnja 1963., dan je sljedeći opis grba SR Crne Gore:
| »                   | Grb Socijalističke Republike Crne Gore predstavlja polje okruženo lovorovim vijencem koji je dolje povezan crnogorskom zastavom. Između vrhova lovorovog vijenca je petokraka crvena zvijezda, a u sredini polja predstavljen je Lovćen. Pozadi Lovćena s nekoliko vijuga predstavljeno je Jadransko more. | « |
| Skupština Crne Gore | |   |

U SR Crnoj Gori uporaba grba bila je propisana posebnim zakonom. Zakon o grbu i zastavi Republike Crne Gore (1994. – 2004.) i vrijedeći Zakon o državnim simbolima i Danu državnosti Crne Gore su odredili isti stupanj zaštite za grb SR Crne Gore kao i za državne i vojne simbole Kneževine Crne Gore i Kraljevine Crne Gore, simbole NR Crne Gore i SR Crne Gore, kao i simbole Republike Crne Gore (1992. – 2007.), te grb Crne Gore kao neovisne države. Grb SR Crne Gore zaštićen je i međunarodno, prema članku 6ter, stavku 3. Pariške konvencije za zaštitu industrijskoga vlasništva.

## Vanjske poveznice
|  | Zajednički poslužitelj ima još gradiva o temi Grb Socijalističke Republike Crne Gore |